# Churchill (Manitoba)
Churchill to miejscowość w Kanadzie, w północnej Manitobie, na wybrzeżu Zatoki Hudsona u ujścia rzeki Churchill. Miasto znajduje się w ekotonie pomiędzy tajgą a tundrą.
Znajduje się tu jedyny komercyjny port na zatoce, a przez to jedyny kanadyjski port morski na Oceanie Arktycznym. Do Churchill nie prowadzi żadna droga, za to jest on połączony ze stolicą Manitoby, Winnipegiem, linią kolejową Hudson Bay Railway. Zarówno port jak i linia kolejowa są własnością amerykańskiej korporacji OmniTRAX z siedzibą w Denver. W okolicy znajduje się również port lotniczy Churchill z regularnymi połączeniami do Winnipegu.
Miasto jest siedzibą rzymskokatolickiej diecezji Churchill-Zatoka Hudsona.

## Historia
Lud Dene przybył tu z północy około roku 500 n.e. Lud Thule przywędrował z zachodu około roku 1000, by później wykształcić kulturę inuicką. Obszar był również zamieszkiwany przez plemiona Chipewyan oraz Kri. Pierwsza europejska osada została założona przez Kompanię Zatoki Hudsona w 1717 r. Nazwano ją na cześć Johna Churchilla, gubernatora Kompanii u schyłku XVII wieku. W 1741 zbudowano kamienny fort nazwany Fortem Księcia Walii. W XX wieku rządy prowincji zachodniej Kanady zażądały zbudowania portu morskiego. Po wielu problemach (m.in. zaniechany plan budowy portu u ujścia rzeki Nelson), w 1929 doprowadzono do Churchill linię kolejową.
Ludność miasta w 2001 wynosiła 963 osoby, co stanowiło spadek o 11,6% z poziomu 1089 w 1996. Średnia wieku wynosi 32,7 lat. Połowa ludności deklaruje się jako członkowie rdzennych ludów Kanady, jak Inuici, Indianie, Metysi.
Obecnie Churchill staje się centrum ekoturystyki. W październiku i listopadzie każdego roku, niedźwiedzie polarne wędrują z głębi lądu nad Zatokę Hudsona, gdzie polują na foki. Niedźwiedzie są obserwowane z wnętrza przebudowanych autobusów znanych jako tundra buggy (dosł. "łazik tundrowy"). Churchill jest również popularnym miejscem do obserwowania białuch w lecie oraz prowadzenia badań naukowych nad Arktyką.

## Port Churchill
Port Churchill jest zalodzony przez większość roku ze względu na szerokość geograficzną oraz niskie zasolenie wody w zatoce w pobliżu ujścia rzeki Churchill. Jednak w lecie jest dosyć aktywny, ponieważ przesyłanie zboża statkiem jest kilka razy tańsze niż koleją. Należy jednak zauważyć, że większość kanadyjskiego eksportu kierowana jest do Stanów Zjednoczonych, dokąd wysyłanie ładunków statkiem z Churchill nie byłoby praktyczne.